# Zoltán Lajos Meszlényi
Zoltán Lajos Meszlényi (Hatvan, 2 gennaio 1892 – Kistarcsa, 4 marzo 1951) è stato un vescovo cattolico ungherese.
È stato beatificato nel 2009 da papa Benedetto XVI.

## Biografia

### Infanzia e formazione
Zoltán Lajos Meszlényi nacque il 2 gennaio 1892, nel comune di Hatvan, in Ungheria. Era il secondo dei cinque figli di Zoltán Meszlényi ed Etel Burszky. Il padre era un insegnante in una scuola cattolica, di cui, in seguito, divenne preside.
Decise di seguire la sua vocazione sacerdotale, ed entrò quindi in seminario. Nel 1909, si trasferì a Roma, dove si iscrisse al Collegio Germanico-Ungarico e completò gli studi teologici nella Pontificia Università Gregoriana. Egli parlava correttamente latino, italiano, tedesco, inglese e francese e, mentre era a Roma, perfezionò ulteriormente il greco antico ed il latino ed imparò a parlare spagnolo e slovacco. Nel 1912 conseguì un dottorato in filosofia e, nel 1913, ottenne un diploma in teologia presso la Pontificia Università Gregoriana. Terminò poi gli studi di diritto canonico e conseguì una laurea presso la Gregoriana.

### Ministero sacerdotale ed episcopato
Venne ordinato presbitero il 28 ottobre 1915 nel comune di Innsbruck. Il cardinale János Csernoch lo nominò assistente pastorale in Komárom, ma vi restò per poco tempo, perché venne trasferito a svolgere il servizio pastorale ad Esztergom.
Il 22 settembre 1937, la nunziatura apostolica in Ungheria presentò al cardinale Jusztinián Serédi la nomina di Zoltán Meszlényi a vescovo titolare di Sinope e vescovo ausiliare di Esztergom, confermata ufficialmente dal cardinale Domenico Tardini a Roma. La sua consacrazione episcopale ebbe luogo il 28 ottobre 1937, nella Cattedrale di Nostra Signora e di Sant'Adalberto, per mano del cardinale Jusztinián Serédi. Co-consacranti furono István Breyer, vescovo di Győr, e Endre Kriston, vescovo titolare di Gerasa. Scelse come suo motto episcopale "Fidenter ac fideliter" (Con fiducia e fedeltà).

### Detenzione e morte
Purtroppo, il nuovo vescovo ausiliare assunse il suo ufficio in circostanze molto difficili: il 29 giugno 1950 venne arrestato. Per un breve periodo venne detenuto a Budapest, per poi essere trasferito presso Kistarcsa. Qui venne separato dagli altri prigionieri in una cella di isolamento senza finestre, dove le condizioni erano insopportabili. L'accusa ufficiale contro la sua persona, con ogni probabilità era un "comportamento antidemocratico". L'udienza pubblica ed ufficiale non ebbe mai luogo. Da quel momento in poi nessuno lo vide mai più. Successivamente alcune informazioni uscirono dal campo di detenzione, e da queste fu possibile sapere quale tutto ciò che egli aveva subito e quello che avrebbe potuto eventualmente causarne la morte. Egli morì il 4 marzo 1951 in prigionia.

### Causa di beatificazione
Il 10 marzo 2004 si diede inizio al processo di beatificazione, e Zoltán Lajos Meszlényi assunse il titolo di Servo di Dio. Il 31 ottobre 2009 è stato beatificato nella Cattedrale di Nostra Signora e di Sant'Adalberto, e la cerimonia è stata presieduta dal cardinale Angelo Amato. La sua ricorrenza è fissata per il giorno 4 marzo.

## Genealogia episcopale
La genealogia episcopale è:
- Cardinale Scipione Rebiba
- Cardinale Giulio Antonio Santori
- Cardinale Girolamo Bernerio, O.P.
- Vescovo Claudio Rangoni
- Arcivescovo Wawrzyniec Gembicki
- Arcivescovo Jan Wężyk
- Vescovo Piotr Gembicki
- Vescovo Jan Gembicki
- Vescovo Bonawentura Madaliński
- Vescovo Jan Małachowski
- Arcivescovo Stanisław Szembek
- Vescovo Felicjan Konstanty Szaniawski
- Vescovo Andrzej Stanisław Załuski
- Arcivescovo Adam Ignacy Komorowski
- Arcivescovo Władysław Aleksander Łubieński
- Vescovo Andrzej Stanisław Młodziejowski
- Arcivescovo Kasper Kazimierz Cieciszowski
- Vescovo Franciszek Borgiasz Mackiewicz
- Vescovo Michał Piwnicki
- Arcivescovo Ignacy Ludwik Pawłowski
- Arcivescovo Kazimierz Roch Dmochowski
- Arcivescovo Wacław Żyliński
- Vescovo Aleksander Kazimierz Bereśniewicz
- Arcivescovo Szymon Marcin Kozłowski
- Vescovo Mečislovas Leonardas Paliulionis
- Arcivescovo Bolesław Hieronim Kłopotowski
- Arcivescovo Jerzy Józef Elizeusz Szembek
- Vescovo Stanisław Kazimierz Zdzitowiecki
- Cardinale Aleksander Kakowski
- Papa Pio XI
- Cardinale Jusztinián Serédi, O.S.B.
- Vescovo Zoltán Lajos Meszlényi